# Urani enriquit

Proporcions d'urani 238 (blau) i urani 235 (roig) a, de dalt a baix, l'urani natural, l'urani lleugerament enriquit (usat a centrals nuclears) i urani altament enriquit (usat a armes nuclears).

L'urani enriquit és urani tractat artificialment perquè contingui una proporció de l'isòtop urani 235 superior a la que de forma natural es troba a l'escorça de la Terra. La producció d'urani enriquit implica l'obtenció d'un residu d'urani empobrit.
És altament radioactiu, tòxic i contaminant, podent causar càncers i altres malalties greus, a més de la mort. El 1997 hi havia unes dues mil tones d'urani enriquit al món.
Es fa servir com a combustible per a algunes centrals nuclears de generació d'energia elèctrica (altres funcionen amb urani natural) i per a fabricar submarins nuclears i bombes atòmiques d'urani (també es poden fabricar amb plutoni). Precisament el seu ús en armament militar fa que aquesta tecnologia sigui polèmica també aplicada a usos energètics, ja que en fer-la servir, encara que sigui en altres coses, hom potencia la proliferació armamentística nuclear.

## UOX
En el sector de l'energia nuclear internacional se sol conèixer com a UOX (d' ÒXid d'Urani dit en anglès) al combustible nuclear estàndard usat a les centrals nuclears amb reactors d'aigua lleugera (PWR i BWR, principalment) fet bàsicament amb urani enriquit al 3 %-4 % en urani 235.

## Enriquiment d'urani
L'urani enriquit és un component crític per a usos militars (armament nuclear). L'Agència Internacional per a l'Energia Atòmica tracta de controlar l'urani enriquit per fer segura l'energia nuclear. Les centrals nuclears poden usar altrament urani natural, urani empobrit o altres combustibles nuclears. Per exemple, les dels Països Catalans usen totes urani natural (no enriquit).
El 238U romanent després de l'enriquiment és conegut com a urani empobrit i és considerablement menys radioactiu que l'urani natural però encara molt dens i perillós en la forma granulada i té aplicacions militars. Actualment el 95% dels estocs mundials d'urani empobrit estan emmagatzemats en condicions que es consideren segures. Alguns països usen part de l'urani empobrit que produeixen, juntament amb plutoni, per a obtenir MOX.

## Graus

### Urani lleugerament enriquit

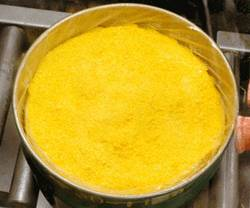
Bidó de precipitats d'urani

L'urani enriquit lleugerament té una concentració de 235U del 0,9% al 2,0%.
Aquest grau d'enriquiment es fa servir per substituir de forma més econòmica l'urani natural en alguns reactor d'aigua pesant pressuritzada, PHWR. El volum de residus radioactius nuclears, com l'urani empobrit és molt menor al generat en produir urani altament enriquit.

### Urani reprocessat
L'urani reprocessat és una variació de l'urani lleugerament enriquit. Està basat en el cicle del combustible nuclear implicant la recuperació de combustible de reactors d'aigua lleugera que conté més U-235 que l'urani natural i es pot fer servir com a combustible en reactors que normalment fan servir urani natural. Tanmateix també conté el no desitjable isòtop U-236.

### Urani de baix enriquiment
L'urani de baix enriquiment té una concentració de 235U menor del 20%. Per a fer-lo servir en reactors d'aigua bullent, BWR, l'urani s'enriqueix del 2% al 4% en 235U. En reactors de recerca científica s'enriqueix fins al 12% al 20%.

### Urani altament enriquit

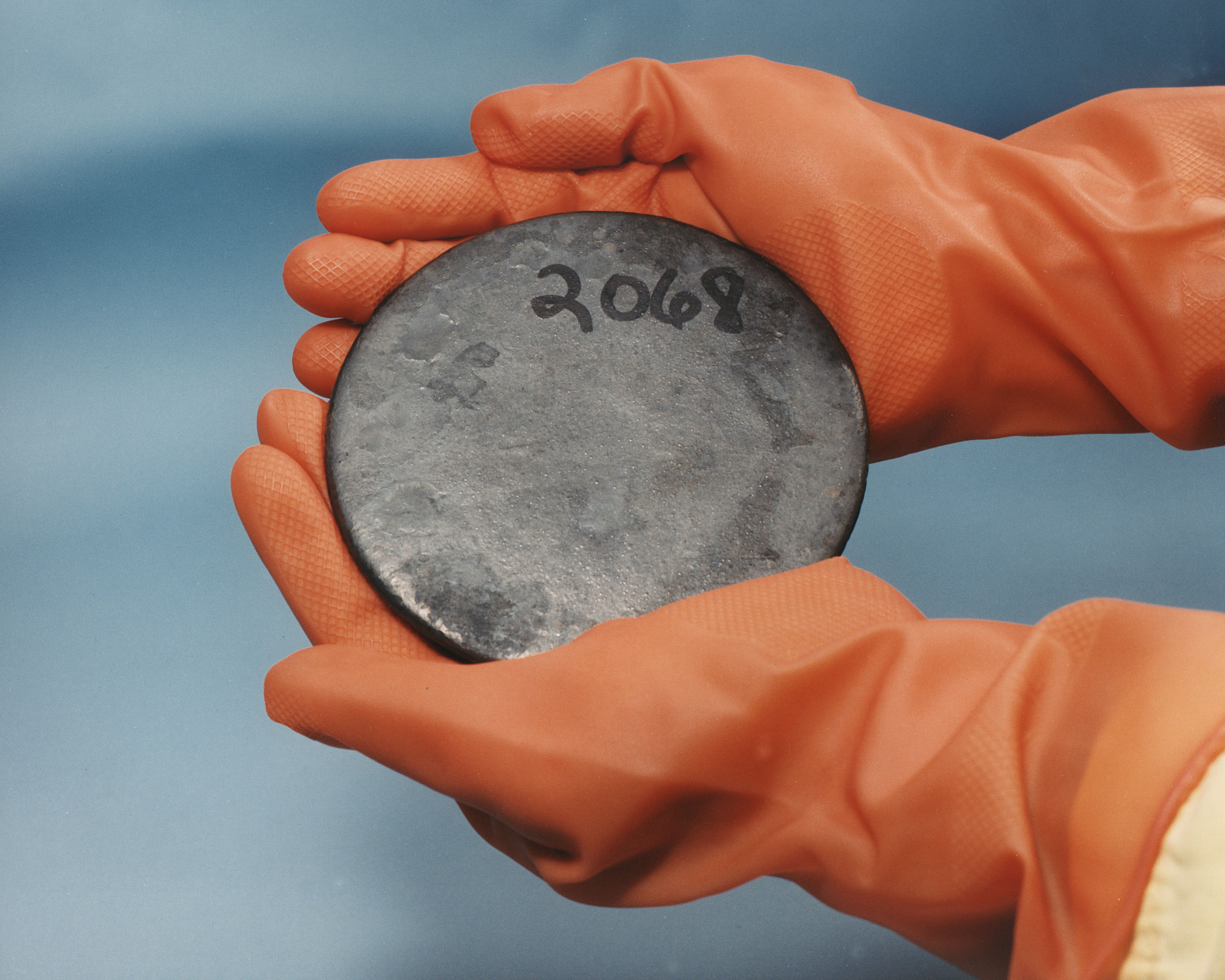
Urani altament enriquit

L'urani altament enriquit té més del 20% de 235U o 233U. Per exemple, l'urani de les armes nuclears normalment conté el 85% o més de 235U.
L'urani altament enriquit es fa servir a la investigació de prototipus de reactors ràpids i en reactors per a la propulsió de vaixells impulsats per energia nuclear. Hi ha hagut experiments que han aconseguit enriquir l'urani fins al 97%.

## Mètodes d'enriquiment
La separació d'isòtops és difícil (els isòtops tenen propietats químiques i pes molt semblants) i requereix emprar molta energia. En general els mètodes exploten les lleugeres diferències en pes atòmic dels isòtops. Comercialment es fan servir dos mètodes: Difusió gasosa i centrifugació del gas.